# 被子美登木
被子美登木（学名：Maytenus royleanus）为卫矛科美登木属的植物。分布在印度、阿富汗、巴勒斯坦以及中国大陆的西藏、新疆等地，目前尚未由人工引种栽培。

## 异名
- Gymnosporia ariltatus C. Y. Cheng et Y. Shen